# D-제너레이션 X

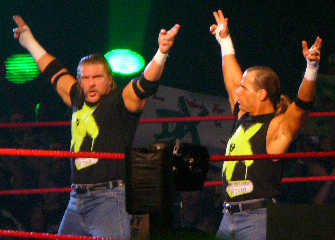

D-제너레이션 X(D-Generation X)는 프로레슬링 스테이블/태그팀이었다. 줄여서 DX라는 명을 쓴다. 2019년 2월에 WWE 명예의 전당의 헌액되었다.

## 구성원
- 숀 마이클스
- 트리플 H
- 차이나
- 로드 독
- 빌리 건
- X-팍
- 릭 루드
- 토리
- 스테파니 맥맨
- 혼스워글
- 마이크 타이슨

## 1기 (악역집단)
1997년 WWF(WWE의 전신) 에디튜드 시절, 리더 숀 마이클스, 릭 루드, 차이나, 헌터 허스트 헴즐리(트리플 H), 4명이 결성하여 시작하였다. 언더테이커나 브리티시 불독 등을 대립하여 악역으로 대립하였고, 첫 헬 인 어 셀 경기에서는 숀 마이클스가 언더테이커와의 경기에서 케인덕분에 승리했었다. 1997년 서바이버 시리즈에서는 숀 마이클스와 브렛 하트의 경기에서 몬트리올 스크류잡이란 사건이 일어나 팬들은 빈스 맥맨과 DX를 증오하기 시작하였다. 1998년에는 마이크 타이슨을 영입했는데, 스톤 콜드 스티브 오스틴과 마찰이 생겨 DX를 동행했다. 그러나 레슬매니아 XIV에서는 타이슨이 숀을 배신해 스티브 오스틴이 처음으로 월드 타이틀을 획득했다. 이때 숀은 타이슨에게 핵주먹을 맞으면서 부상으로 은퇴를 할 수밖에 없었다. 결국 레슬매니아XIV에서 1기 스테이블을 마쳤다.

## 2기 (군인집단)
그러나 숀 마이클스의 부상 이후로 2기 스테이블로 시작한다. 1기와는 달리 중립으로 이루었다. WWF의 에디튜드식 로고로 변경한 뒤, 트리플 H가 리더가 되어 군인식 기믹을 변경하였다. 트리플 H의 친한친구 션 왈트먼과 뉴 에이지 아웃로(로드 독과 빌리 건)가 DX를 가입하여 새 멤버가 되었다. 1998년 트리플 H가 WCW의 뉴 월드 오더를 언급하며 조롱했다. 빈스 맥맨,더 락과 대립하였으며 뉴 에이지 아웃로가 수차례 태그팀 챔피언십을 등극했고 또한 X-팍은 케인과 함께 태그팀 타이틀을 등극했다. 그러나 트리플 H가 중도 배신하고 차이나 마저 탈퇴하는 일이 벌어졌으나, 둘이 배신한 이후 나머지 3명은 임시 선역으로 활동했었다.

## 3기 (맥맨-헴즐리)
1999년 중순 다시 결성하여 트리플 H와 스테파니 맥맨 커플을 중심으로 악역으로 활동했다. X-팍과 그의 여자친구 토리 윌슨까지 있었고 도중에 뉴 에이지 아웃로도 다시 돌아왔다.
2000년 WCW에서온 라디칼즈(에디 게레로, 크리스 벤와, 딘 말렝코, 페리 새턴)와 대립이 있었는데 서바이버 시리즈에서는 K-퀵을 영입하여 대결하지만 패배하였다. 2000년 말 해체된 이후 2002년 브랜드 확장 이후에는 트리플 H가 숀 마이클스를 공격하면서 그들의 대립이 시작되었다.

## 4기, 5기 (태그팀)
트리플 H와 숀 마이클스는 오랫동안의 대립을 끝난후, 트리플 H가 이끄는 에볼루션이 소멸되고 숀 마이클스가 빈스 맥맨과 대립하기 시작했다. 숀 마이클스는 신을 동원하여 맥맨 부자와 대립하지만 어림도 없었다. 그러나 2006년 중순에 숀과 트리플 H가 다시 결성해 선역으로 활동하였다. 벤전스에서 스피릿 스쿼드를 물리쳤고, 썸머슬램이나 언포기븐에서 맥맨 부자를 물리쳤다. 이후 레이티드 R.K.O.(에지와 랜디 오턴)와도 대립이 있었다. 대립중에 에릭 비숍을 혼내주고, 서바이버 시리즈에서 하디 보이즈와 CM 펑크를 동원해 레이티드 R.K.O.팀을 5-0으로 완승하였다. 그러나 2007년 뉴 이어즈 레볼루션에서는 트리플 H가 부상을 당해 숀 마이클스가 홀로 뛰어야 했다. 이때부터 숀은 솔로로 활동해 레슬매니아까지 대립한 존 시나와 함께 레이티드 R.K.O.를 승리해 WWE 월드 태그팀 챔피언십을 획득했다. 그렇지만 숀 마이클스는 랜디 오턴에게 슈퍼킥으로 뇌진탕을 입어 부상당해 쉬어야 했다. 

2009년 드래프트를 통해 RAW로 다시 건너온 트리플 H와 숀 마이클스가 다시 결성하였다. 이때는 혼스워글이 DX에 가입하고 싶어하였으며 DX는 혼스워글을 가입시켰다. TLC에서 제리쇼(크리스 제리코와 더 빅쇼)를 제압하고 처음이자 마지막으로 통합 태그팀 챔피언을 획득했으나, 2010년에 트리플 쓰렛 매치에서 쇼미즈 (더 미즈와 빅쇼)에게 빼앗겨 버린다. 숀 마이클스는 언더테이커와의 대립으로 트리플 H와 결별하고 레슬매니아 XXVI에서 패배하여 은퇴하였다.
2018년에는 트리플 H가 언더테이커와의 대립을 있었을 때 숀 마이클스와 함께 잠시 파괴의 형제와 대립이 있었다.

## 챔피언 경력
- WWE 챔피언십 (숀 마이클스) - 1회
- WWE 챔피언십 (트리플 H) - 2회
- WWE 인터콘티넨탈 챔피언십 (트리플 H) - 2회
- WWE 인터콘티넨탈 챔피언십 (로드 독) - 1회
- WWE 유러피언 챔피언십 (숀 마이클스) - 1회
- WWE 유러피언 챔피언십 (트리플 H) - 2회
- WWE 유러피언 챔피언십 (X-팍) - 2회
- WWE 하드코어 챔피언십 (빌리 건) - 1회
- WWE 하드코어 챔피언십 (로드 독) - 1회
- WWE 월드 태그팀 챔피언십 (뉴 에이지 아웃로) - 4회
- WWE 월드 태그팀 챔피언십 (케인과 X-팍) - 2회
- WWE 월드 태그팀 챔피언십 (트리플 H와 숀 마이클스) - 1회
- WWE 월드 태그팀 챔피언십 (존 시나와 숀 마이클스) - 1회
- WWE 태그팀 챔피언십 (트리플 H와 숀 마이클스) - 1회
- WWE 위민스 챔피언십 (스테파니 맥맨) - 1회

## 같이 보기
- 숀 마이클스
- 트리플 H